# La chimera
La chimera er en italiensk film fra 2023 af Alice Rohrwacher.

## Medvirkende
- Josh O'Connor som Arthur
- Carol Duarte som Italia
- Vincenzo Nemolato som Pirro
- Alba Rohrwacher som Frida
- Isabella Rossellini som Flora
- Lou Roy-Lecollinet som Mélodie
- Gian Piero Capretto som Mario
- Ramona Fiorini som Fabriana